# Appleton-with-Eaton
 (septembre 2023).
Appleton-with-Eaton est une paroisse civile de l'Oxfordshire, en Angleterre.